# 德魯伊德希爾斯 (喬治亞州)
德魯伊德希爾斯（英語：Druid Hills）是位於美國喬治亞州迪卡爾布縣的一個人口普查指定地區。

## 地理
德魯伊德希爾斯的座標為33°47′14″N 84°19′34″W / 33.78722°N 84.32611°W，而該地最高點為海拔高度304米（即997英尺）。

## 人口
根據2010年美國人口普查的數據，德魯伊德希爾斯的面積為11.00平方千米，當中陸地面積為10.90平方千米，而水域面積為0.10平方千米。當地共有人口14568人，而人口密度為每平方千米1,324人。